# Liste der Naturdenkmäler in Regensburg
Die Liste der Naturdenkmäler in Regensburg enthält die von der Stadt Regensburg geführten noch existierenden Naturdenkmäler (Stand: 26. Februar 2020).
Im Stadtgebiet Regensburg wurden seit Inkrafttreten des Reichsnaturschutzgesetzes im Jahr 1935 insgesamt 58 Einzelbäume bzw. Baumensembles oder sonstige Einzelschöpfungen der Natur zu Naturdenkmalen erklärt. Heute existieren noch die im Folgenden mit ihrer ursprünglichen, fortlaufenden Verordnungs-Nummerierung aufgeführten Naturdenkmale. Naturdenkmäler sind nach Artikel 28 des Bundesnaturschutzgesetzes Einzelschöpfungen der Natur oder Flächen bis zu 5 ha, deren besonderer Schutz aus wissenschaftlichen, naturgeschichtlichen oder landeskundlichen Gründen oder wegen ihrer Seltenheit, Eigenart oder Schönheit erforderlich ist.

## Liste
| Nr. | Name | Lage/Beschreibung | Bild                                             |
| --- | --- | --- | ------------------------------------------------ |
| 3   | 1 Eiche – lt. ND-Buch „Tegernheimer Eiche“ | Am Eingang zum Tegernheimer Keller. | Tegernheimer Eiche                               |
| 4   | Allee auf dem Oberen Wöhrd: Linden, Rosskastanien, Schwarz- und Pyramidenpappeln, Eschen, Spitzahorne, Bergahorne, Linden, Ulmen                | Nördlich und westlich der Jahnturnhalle | weitere Bilder                                   |
| 9   | 4 Platanen | Im fürstlichen Schlossgarten am Standort des ehemaligen Schlösschens Theresienruhe |                                                  |
| 10  | 1 Platane | Im ehemaligen Herzogspark | Platane im Herzogspark                           |
| 11  | 3 Pappeln | Am Regen beim sog. Holzhof |                                                  |
| 20  | Der Park in Königswiesen; gemischter Bestand von 50- bis 70-jährigen Bäumen in der Mehrzahl Eichen, Ahorne, Linden und verschiedene Nadelhölzer | Anschließend an das Gut Königswiesen |                                                  |
| 22  | Akazien mit Wegkapelle | Nordöstlich und östlich der Sinzinger Autobahnbrückenpfeiler |                                                  |
| 23  | 2 Linden mit Wegsäule | Nordwestlich des Prüfeninger Schlossparks |                                                  |
| 25  | Ahornallee | Westlich des Prüfeninger Schlossparks (Fürst-Albert-Allee) |                                                  |
| 26  | Villapark und west. Reste der Bastion | Ostentor | Villapark und west. Reste der Bastion            |
| 27  | Linde an der Ziegetsdorfer Höhe | Ecke Vitus-/Karl-Stieler-Straße, Nähe Möricke-Straße |                                                  |
| 28  | „Martha-Linde“ | Ziegetsdorfer Höhe |                                                  |
| 29  | 2 Eichen an der Friedenstraße | Eingang Evangelischer Friedhof |                                                  |
| 34  | Platane | Am Alten Kornmarkt | Platane am Alten Kornmarkt                       |
| 35  | Herzogspark | Nähe Westendstraße | weitere Bilder                                   |
| 37  | Liskircher Anlage (Schnur-Bäume, Silberahorn)                                                                                                   | Ecke Liskircherstraße/Hoppestraße | Liskircher Anlage                                |
| 38  | Gruppe von Weiden | Spitze Unterer Wöhrd | Ostspitze Unterer Wöhrd                          |
| 41  | Felsenpartie | Südseite des Grundstücks Nr. 176 vom Grundstück Nr. 174 bis zum Grundstück 180; Winzerer Höhen bei „Alter Maut“ Geotop Felshang an den Winzerer Höhen bei Niederwinzer (Geotopnummer 362R005). | Felshang an den Winzerer Höhen bei Niederwinzer  |
| 42  | Ginkgobaum | Südwestliche Ecke des Grundstücks Kumpfmühler Straße 1 |                                                  |
| 43  | Platane am Singrün | Ecke Prebrunnstraße – Am Singrün | Platane am Singrün                               |
| 44  | Blutbuche | Ligastraße 34 |                                                  |
| 45  | Große Doline auf dem Keilberg | Flächennaturdenkmal in der Gemarkung Schwabelweiß, nähe Vordere-Keilberg-Straße. Geotop Große Doline „Schauergrube“ W von Vorderkeilberg (Geotopnummer 362R004).                               | Große Doline „Schauergrube“ W von Vorderkeilberg |
| 46  | Unken-Biotop bei der Pfälzer Siedlung | Nähe Kleingartenanlage Pfälzer Siedlung |                                                  |
| 47  | Baumensemble Hängebuch-Blutbuche | Kumpfmühler Straße 3 |                                                  |
| 48  | Säuleneiche | Alte Nürnberger Straße |                                                  |
| 49  | Baumgruppe Wutzlhofen | Wutzlhofen 16 |                                                  |
| 50  | Unterislinger Eichen | östl. Stadlerstraße 11 bei „Papstwiese“ |                                                  |
| 51  | Wutzlhofener Eiche | gegenüber Wutzlhofen 42 |                                                  |
| 52  | Kastanien am Gries | Am Gries 30 | 3 Kastanien am Gries                             |
| 53  | Rosskastanien Zum Goldenen Löwen in Stadtamhof                                                                                                  | Am Gries 18 | Rosskastanien Zum Goldenen Löwen in Stadtamhof   |
| 55  | Robinie an der Theodor-Körner-Straße (Puchta-Robinie)                                                                                           | Theodor-Körner-Straße 1 |                                                  |
| 56  | Baumensemble Rotbuche und Stieleiche in der Ludwig-Eckert-Straße                                                                                | Ludwig-Eckert-Straße 12 | Baumensemble Ludwig-Eckert-Straße 12             |
| 57  | Japanischer Schnurbaum in der Yorckstraße 1 | Yorckstraße 1 |                                                  |
| 58  | Pappelallee auf dem Oberen Wöhrd | Oberer Wöhrd, nordöstlich des Freibades beginnend bis etwa nördlich Grundstück Lieblstraße 16. Das Naturdenkmal besteht aus 38 Hybridpappeln und einer Weide.                                  | weitere Bilder                                   |